# Osmar Island
Osmar Island ist die größte einer Gruppe von vier Inseln vor der Ingrid-Christensen-Küste des ostantarktischen Prinzessin-Elisabeth-Lands. Sie liegt 3,5 km nordwestlich der Halbinsel Stornes.
Norwegische Kartographen kartierten sie 1946 anhand von Luftaufnahmen der norwegischen Lars-Christensen-Expedition 1936/37. Das Antarctic Names Committee of Australia benannte sie nach dem Journalisten Osmar Egmont Dorkin White (1909–1991), der 1958 an einer Kampagne der Australian National Antarctic Research Expeditions zu den Larsemann Hills beteiligt war.